# Політика відкритого доступу
Політика (мандат) відкритого доступу — це документ, що регламентує процес розміщення результатів наукових досліджень у відкритому доступі для певних науково-дослідних установ, університетів, видавництв, бібліотек, агентств, що фінансують дослідження. Може мати обов'язковий чи рекомендаційний характер.
Дослідницькі організації, видавництва  повинні офіційно задекларувати свою політику у спеціальному реєстрі ROARMAP. Станом на травень 2015 року, політики відкритого доступу ухвалили більше ніж 550 університетів та дослідницьких установ світу та більше ніж 140 установ, що фінансують дослідження.
Схвалений у 2007 році Закон України «Про основні засади розвитку інформаційного суспільства в Україні на 2007–2015 рр.», що декларує (Розділ III, п. 7) «забезпечення відкритого Інтернет-доступу до … ресурсів, створених за рахунок державного бюджету України» також внесено у ROARMAP як міжінституційний мандат.